# Sven Selånger
Sven Ivan Selånger, geboren als Sven Ivan Eriksson (* 19. März 1907 in Bergsåker; † 9. November 1992 in Sundsvall) war ein schwedischer Skisportler.

## Werdegang
Sven Eriksson nahm an den Olympischen Winterspielen 1928 in St. Moritz teil, wo er Sechster in der Nordischen Kombination, aber nur 31. im Spezialsprunglauf wurde. Bei der Nordischen Skiweltmeisterschaft 1931 gewann er Bronze im Skispringen, bei den Olympischen Winterspielen 1932 in Lake Placid verfehlte er als Vierter im Spezialsprunglauf und Fünfter in der Nordischen Kombination zweimal das Podest. Bei der Nordischen Skiweltmeisterschaft 1933 in Innsbruck wurde er Weltmeister in der Kombination und gewann im Spezialsprunglauf erneut Bronze. Seine Heimatgemeinde Selånger war von diesem Erfolg so angetan, dass sie ihm erlaubte, den Ortsnamen Selånger als seinen Nachnamen anzunehmen, um sich von den anderen vielen „Erikssons“ in dieser Gegend besser zu unterscheiden.
Im Jahr darauf wurde Sven Selånger bei der Weltmeisterschaft 1934 in Sollefteå vor heimischem Publikum erneut Dritter im Springen. Bei den Olympischen Winterspielen 1936 in Garmisch-Partenkirchen gewann er Silber im Skispringen. Er war auch für die erstmals ausgetragenen Alpinen Wettbewerbe gemeldet, ging aber nicht an den Start. Im Jahr 1938 wurde er Schwedischer Meister im Slalom. 1939 gewann Sven Selånger als erster Nichtnorweger das jährliche Skispringen am Holmenkollen. Für diese Leistung wurde er mit der Holmenkollen-Medaille (als erster nicht-norwegischer Sportler) und der Svenska-Dagbladet-Goldmedaille geehrt. Bei der während des Zweiten Weltkrieges ausgetragenen Nordischen Skiweltmeisterschaft 1941 gewann er zum vierten Mal WM-Bronze im Skispringen, doch 1946 erklärte die FIS diese Veranstaltung für ungültig, da viele Nationen aufgrund der politischen Umstände nicht daran teilnehmen konnten.

## Erfolge

### Schanzenrekorde
| Ort                    | Land        | Weite              | aufgestellt am   | Rekord bis     |
| ---------------------- | ----------- | ------------------ | ---------------- | -------------- |
| Garmisch-Partenkirchen | Deutschland | 76,0 m (HS: 140 m) | 15. Februar 1936 | 1. Januar 1968 |